# Munirabad Project Area
Munirabad Project Area là một thị trấn thống kê (census town) của quận Koppal thuộc bang Karnataka, Ấn Độ.

## Nhân khẩu
Theo điều tra dân số năm 2001 của Ấn Độ, Munirabad Project Area có dân số 8113 người. Phái nam chiếm 51% tổng số dân và phái nữ chiếm 49%. Munirabad Project Area có tỷ lệ 75% biết đọc biết viết, cao hơn tỷ lệ trung bình toàn quốc là 59,5%: tỷ lệ cho phái nam là 82%, và tỷ lệ cho phái nữ là 68%. Tại Munirabad Project Area, 12% dân số nhỏ hơn 6 tuổi.